# Дрангово (област Пловдив)
Вижте пояснителната страница за други значения на Дрангово.
Дрангово е село в Южна България. То се намира в община Брезово, област Пловдив.
Част от данните не са попълнени, но бихте могли да ги добавите.

## Културни и природни забележителности
- В центъра на селото се намира паметник на подполковник Борис Дрангов

- Храм „Свети Георги Победоносец“

- По пътя за с. Златосел има хубава полянка край малко водопадче на реката

## Редовни събития
Всяка година се провежда събор на 15 август – когато 15 август не се пада в събота, тогава съборът се провежда в съботата след тази дата.

## Личности
- Стою Сандалски (1922-?), български партизанин, генерал-майор от МВР

1. ↑  www.grao.bg